# Scheibenwischer

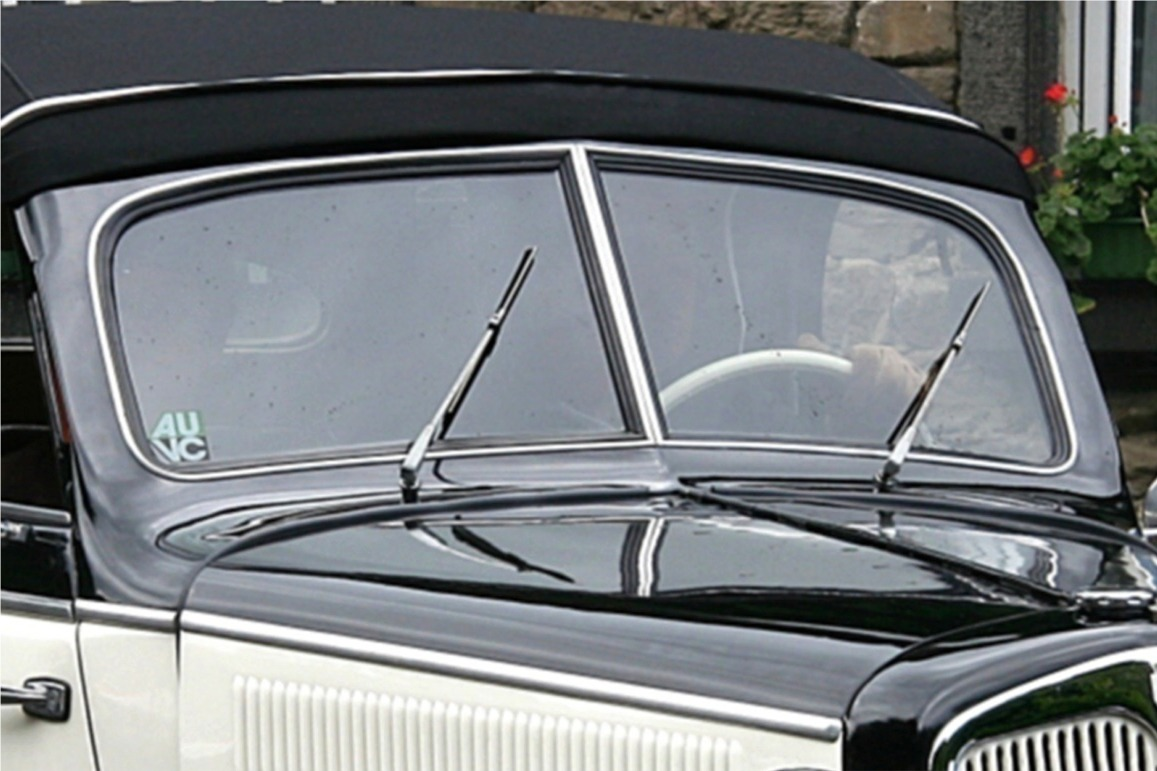
Scheibenwischer

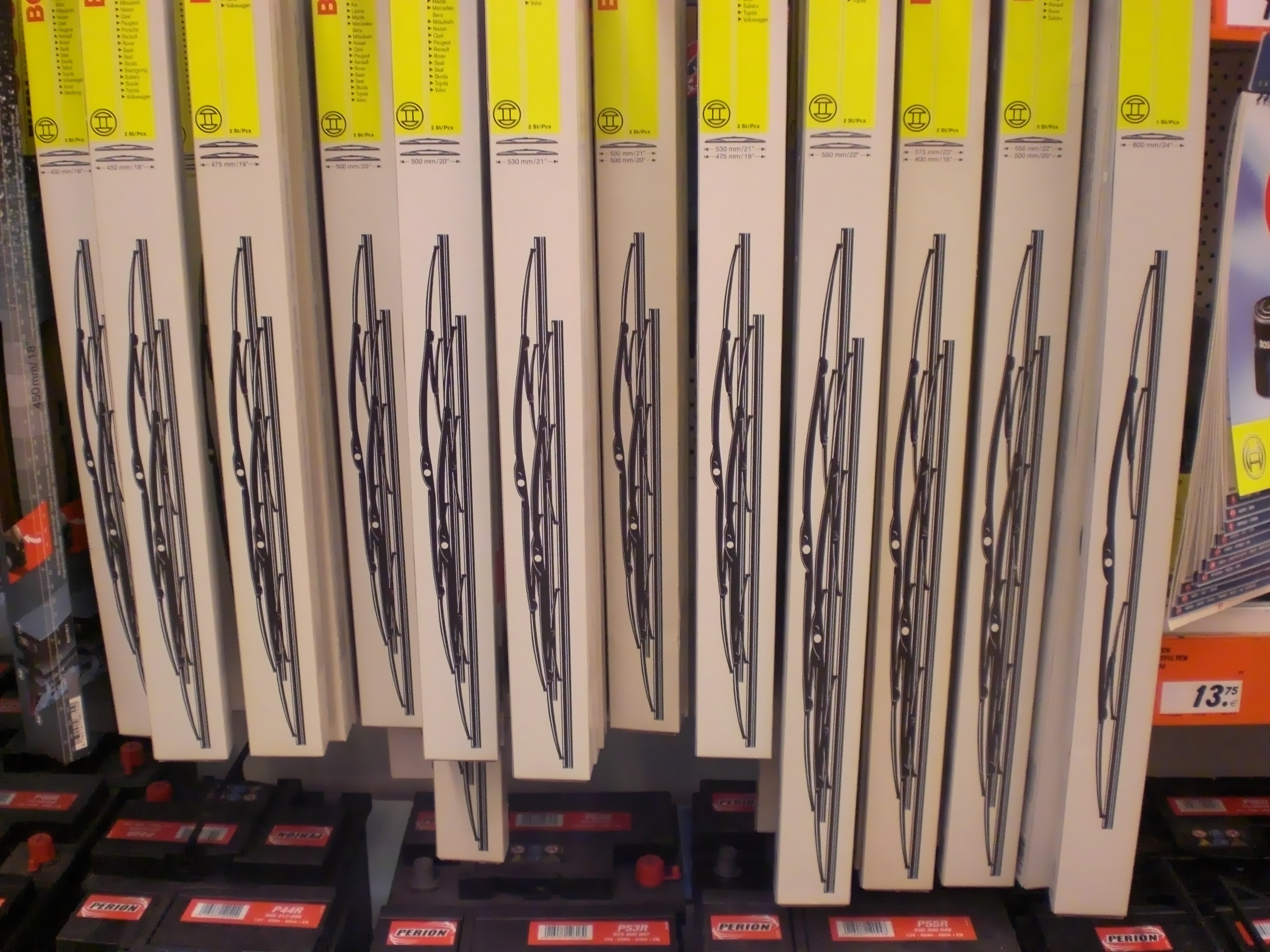
Wischerblätter

Ein Scheibenwischer ist eine Vorrichtung zum Säubern der Front- und Heckscheibe oder von Lichtaustrittsscheiben eines Kraftfahrzeuges, Flugzeugs, Schiffes oder eines Schienenfahrzeugs. Scheibenwischer bestehen aus Wischerarm, Wischerblatt und Antrieb. Das Wischerblatt ist mit einem Gummi-Profil bestückt, das störende Feuchtigkeit oder Schmutz von der Scheibe schiebt und den Fahrzeuginsassen bessere Sicht nach außen ermöglicht.
Bei starker oder angetrockneter Verschmutzung wird die Scheibe mit Scheibenwaschwasser der Scheibenwaschanlage befeuchtet.

## Aufbau
Konventionelle Scheibenwischer bestehen aus einem Wischerarm aus Metall, der an der Wischerachse angebracht ist. Ein Gelenk ermöglicht es, den Scheibenwischer von der Scheibe wegzuklappen. Für die ebenen Scheiben der Automobile früherer Generationen genügte als Wischerblatt eine starre Metallschiene, in die ein Gummiprofil eingeklemmt war. Für die heute üblichen gewölbten Fahrzeugscheiben haben die Hersteller das Wischerblatt in mehrere Teile mit Gelenken gegliedert, die das Gummiprofil an die Scheibe drücken. Für die gleichmäßige Verteilung des Anpressdrucks sorgen zwei dünne elastische Metalleinlagen im Gummiprofil. Zudem sind nicht segmentierte Flachwischerblätter (auch Aero-Wischer genannt) auf dem Markt.

## Antrieb

Hebelmechanismus eines Scheibenwischers. In der Mitte ein Motor, dessen Antriebswelle permanent rotiert („Rundläufer“). Das Wischergetriebe wandelt die Drehbewegung über eine Kinematik in eine hin- und hergehende Bewegung um. Die Hebelarme sind unterschiedlich lang, wodurch eine unterschiedliche Spitzenposition am Umkehrpunkt erzielt wird. (Anklicken für Animation)

Normalerweise werden Scheibenwischer von einem oder mehreren Elektromotoren angetrieben. Eine häufige Bauform – besonders in Fahrzeugen der unteren Fahrzeugklassen – ist dabei ein umlaufender Elektromotor mit nur einer Laufrichtung, der über ein Hebelgetriebe die Wischbewegung erzeugt (sog. „Rundläufer“).
Daneben gibt es Scheibenwischer mit Reversiermotor, besonders in Fahrzeugen der oberen Fahrzeugklassen. Diese Motoren sind allgemein teurer als diejenigen, die nach Rundläufer-Prinzip arbeiten. Die wechselnde Drehrichtung für die Hin- und Herbewegung erfordert eine spezielle Ansteuerungselektronik für den Elektromotor. Diese Technik wird beispielsweise seit 2003 beim VW Touran eingesetzt. An dessen Frontscheibe werden zwei gegenläufige Wischer von mechanisch unabhängigen, über den LIN-Bus angesteuerten Motoren angetrieben. So ist kein Verbindungsgestänge nötig. Außerdem ist ein Wischer mit Reversiermotor beim Blockieren (beispielsweise durch Schnee) in der Lage, an jeder Scheibenposition die Richtung zu wechseln.
Der ursprüngliche Citroën 2CV hatte 1949 einen rein mechanisch betriebenen Scheibenwischer, er wurde bei Fahrt über die Tachowelle und im Stand mit einem Handrad angetrieben.
Einige Nutzfahrzeuge haben Wischeranlagen mit pneumatischem Antrieb. Zum Beispiel werden die Scheibenwischer der S-Bahnen der Baureihe 420 mit Druckluft betrieben. Sie können jeweils einzeln angesteuert werden und haben zum Teil keine feste Parkposition. Vielmehr kommt es auf das „Können“ des Bedieners an, wo der Scheibenwischer zu stehen kommt. Wenn er im Blickfeld liegen sollte, muss noch mal eine kleine Menge Druckluft nachgeführt werden, damit er ein Stück weiterrutscht.

## Lastverteilung
Der Ortscheit-Mechanismus sorgt durch eine baumartige Struktur für eine gleichmäßigere Verteilung des Drucks auf die Windschutzscheibe.

## Anordnung

Gleichlaufende Wischer, übliche Bauform bei Pkw
Gleichlaufende Wischer, gespiegelt, z. B.: Mercedes-Benz W 140, Fiat 850
Gegenläufige Wischer, z. B.: Mercedes-Benz W 115, VW Sharan, Opel GT, Alfa Romeo Giulia
Gegenläufige Wischer, oben ruhend, Seat Altea
Einhebelwischer, Einarmwischer, z. B.: Renault Twingo I, Citroën CX
Einhebelwischer mit Hubsteuerung, z. B.: Mercedes-Benz W 124
Parallelogrammwischer, Pantographenwischer, z. B.: Standard-Bus, MAN gl, Porsche 904 (Einzelwischer)
Dreifacher Wischer, Lkw, z. B.: MAN, Morgan Aero 8
Zwei unabhängige Wischer auf geteilten Scheiben (veraltet), z. B.: Magirus-Deutz Rundhauber
Zwei unabhängige Wischer auf geteilten Scheiben, hängend (veraltet), z. B. Hummer H1

Neben der konventionellen Anordnung von zwei gleich großen, meist stehenden Wischern (Achse unterhalb der Scheibe) gibt es Lösungen mit hängender Anordnung sowie mit drei Wischern für breite Scheiben oder auch einem einzelnen sogenannten Einarmwischer, der große, flache Scheiben abdeckt. Für derartige Frontscheiben werden auch zwei Wischer unterschiedlicher Größe eingesetzt. Technisch aufwendig sind Parallelogramm- bzw. Doppelarmscheibenwischer mit einem stets senkrecht stehenden Wischerblatt, das einerseits die Luftströmung kaum stört und zum anderen zum Beispiel die großen Frontscheiben von Bussen in nahezu gleichbleibender Höhe fast bis zum Rahmen reinigt.
Zur Verbesserung der Aerodynamik bzw. des Luftwiderstandsbeiwertes von Fahrzeugkarosserien werden seit Beginn der 1980er Jahre die Scheibenwischerarme an vielen Fahrzeugen so unter einer tiefergezogenen Frontscheibe eingebaut, dass sie sich in der Ausgangsposition ganz oder zumindest teilweise unterhalb der Hinterkante der Motorhaube befinden und keine oder nur geringe Luftverwirbelungen verursachen. Solche versenkten Scheibenwischer hatten Opel Kapitän, Admiral und Diplomat bereits 1969. Seit Ende der 1990er Jahre sind vor allem bei Kleinwagen wie dem Smart, dem Twingo oder dem Mini wieder nicht verdeckt angebrachte Scheibenwischerarme zu finden.
Eine weitere Bauart sind gegenläufige Wischer, auch als „Schmetterlingsart“ bezeichnet. Beim Seat Altea etwa liegen die Wischerblätter in Ruhestellung unter der Abdeckung der A-Säule.
In den 1960er Jahren verbreiteten sich (meist jedoch als Sonderausstattung) Scheibenwischer für die Lichtaustrittsscheiben von Scheinwerfern und auch Rückleuchten. Sie konnten sich jedoch nicht dauerhaft durchsetzen und wurden später durch Scheinwerferreinigungsanlagen ohne Scheibenwischer ersetzt.

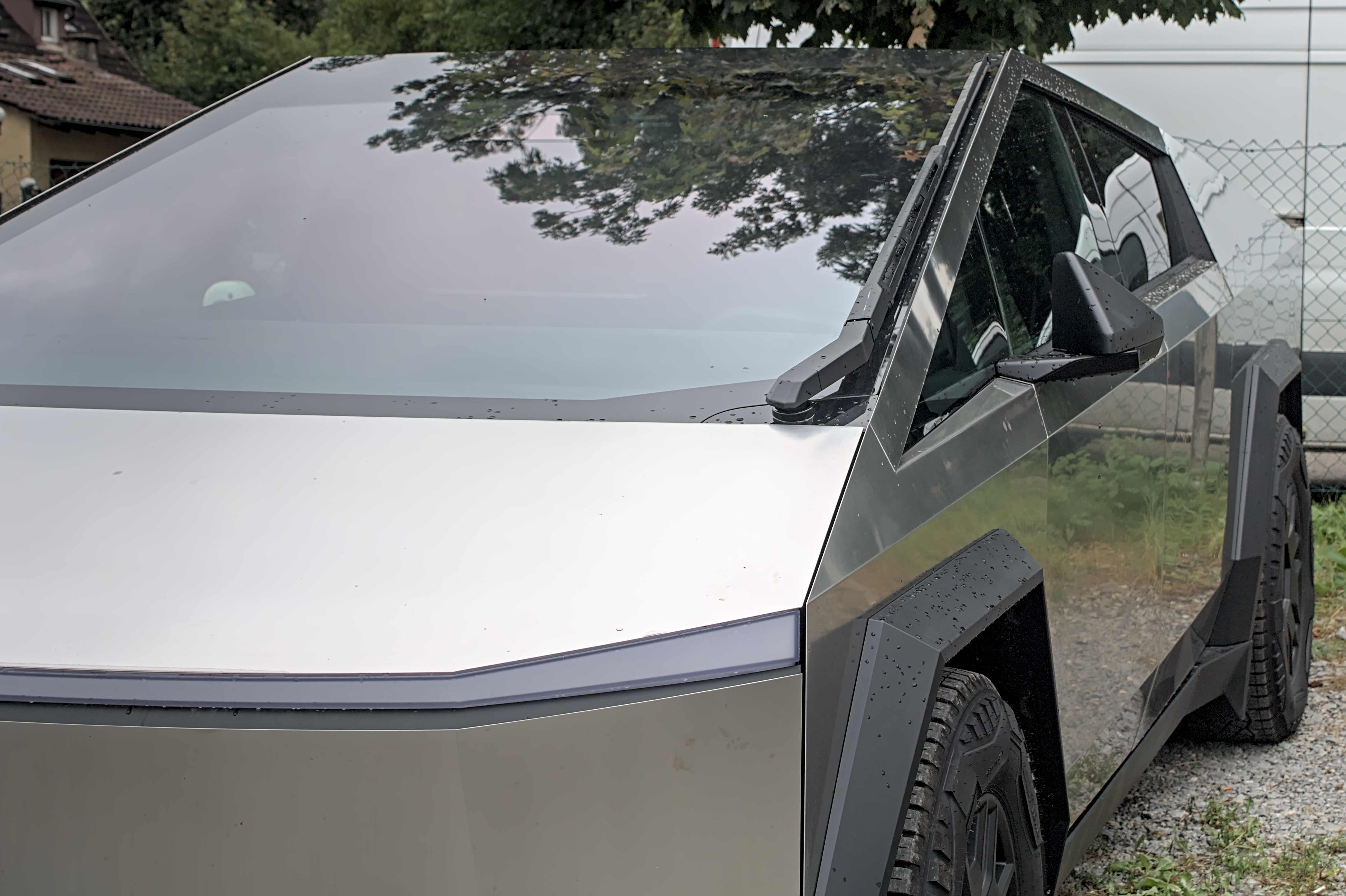
Gegenläufige Scheibenwischer in der A-Säule
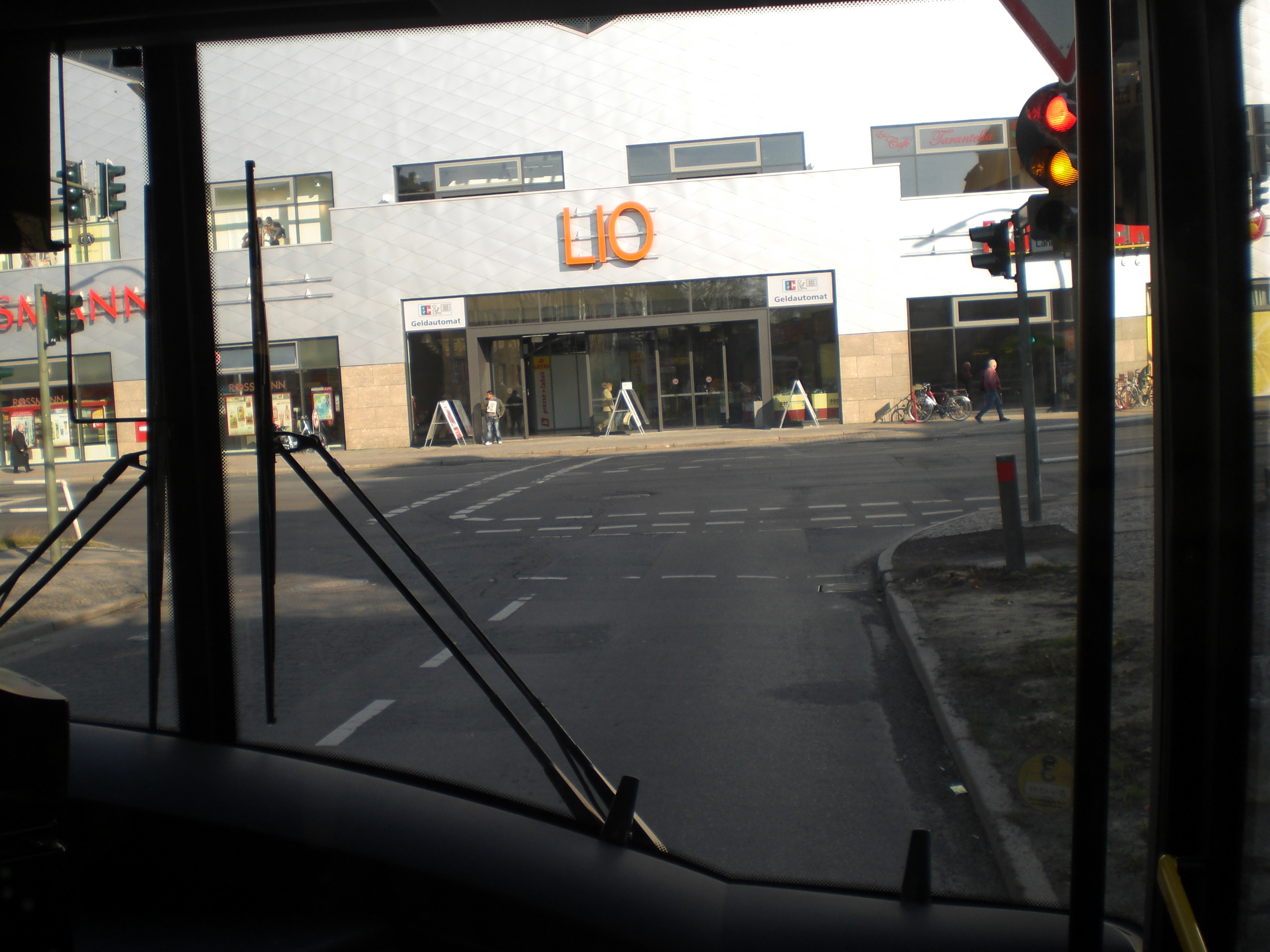
Parallelogrammwischer am Linienbus
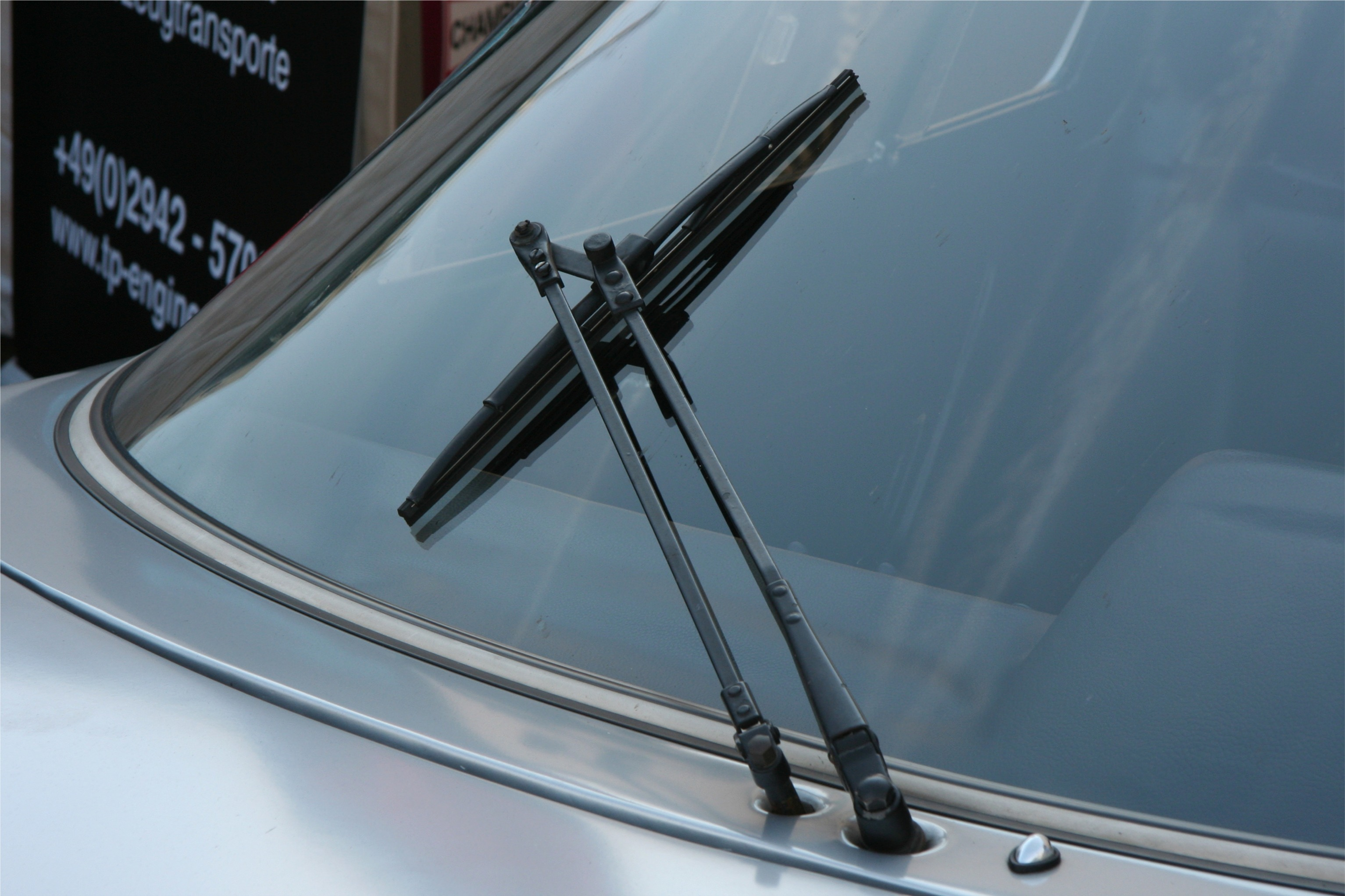
… und am Porsche 904
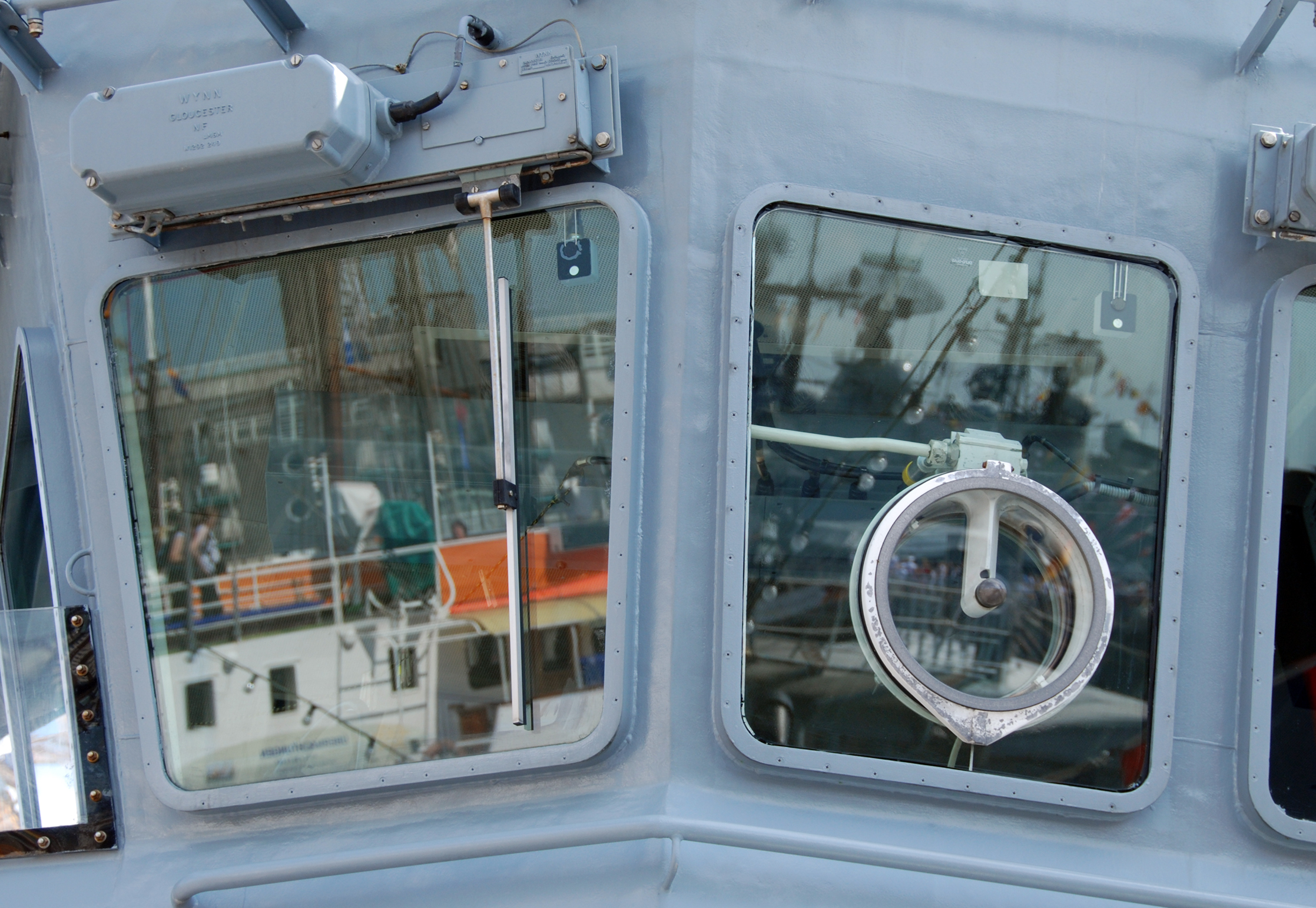
Schleuderscheibe und linearer Scheibenwischer auf einem Schiff
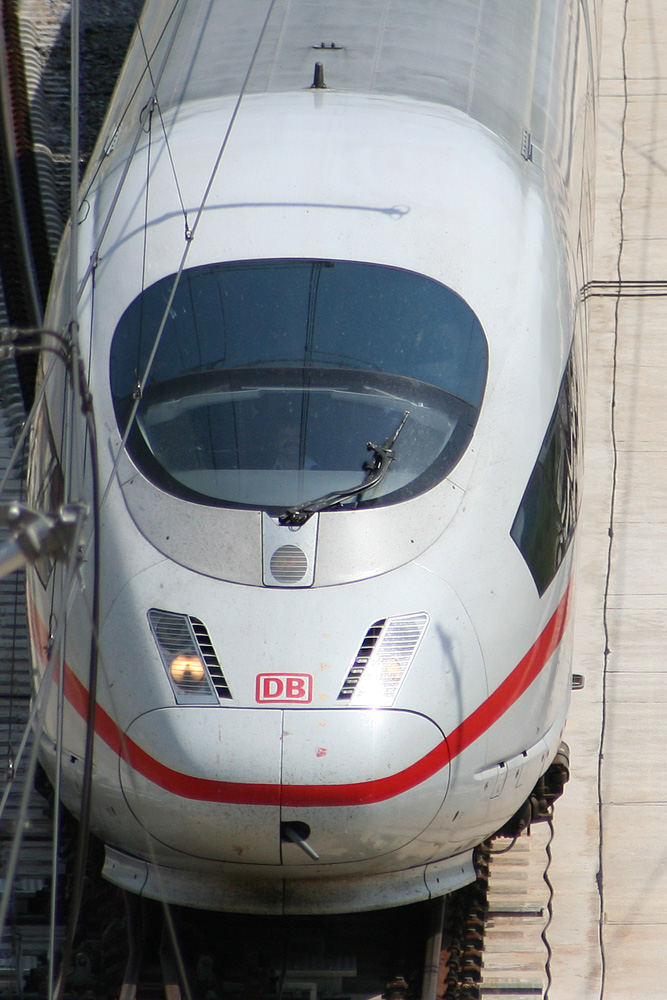
Scheibenwischer des ICE 3

Eine besondere Methode, Scheiben von Regen zu befreien, ist die bei Schiffen eingesetzte Schleuderscheibe. Eine weitere Bauart bei Schiffen sind lineare Scheibenwischer. Dabei laufen die Scheibenwischer in einer Schiene oberhalb der Scheiben hin und her und wischen so die gesamte Fläche.

## Bedienung

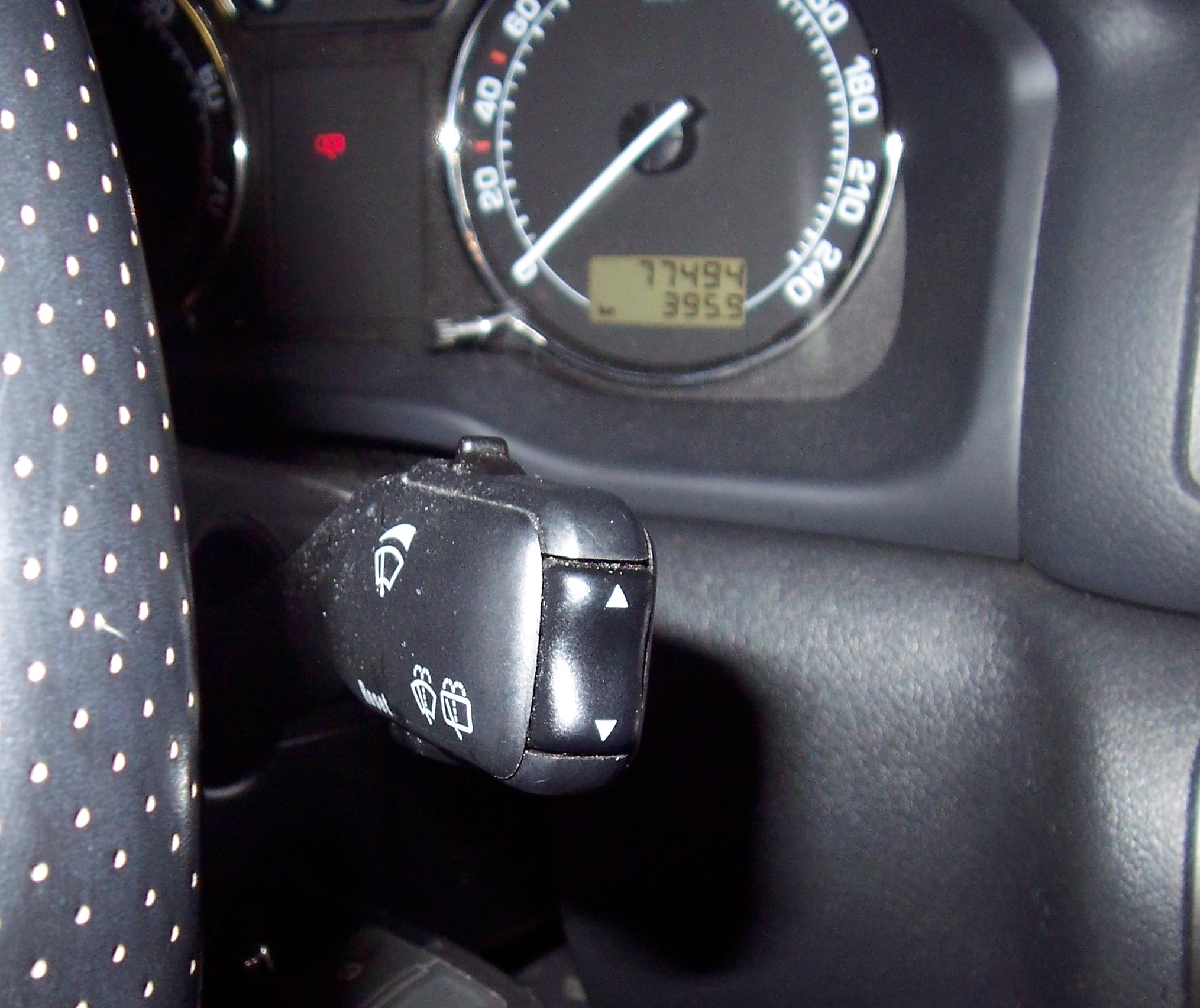
Lenkstockschalter

In den meisten modernen Pkw-Modellen wird der Motor des Scheibenwischers mit einem Hebel an der Lenksäule, einem sogenannten Lenkstockschalter, oder über einen Bedienungssatelliten geschaltet.
Damit der Scheibenwischer bei schwachem Regen- oder Schneefall nicht auf der Scheibe zu scheuern – „trocken zu laufen“ – beginnt, lässt sich der Antrieb durch einen Intervallschalter unterbrechen. Es gibt auch Regensensoren, die erkennen, ob es regnet oder schneit, und den Einsatz der Scheibenwischer nach dem Messergebnis steuern.
Bei nur noch ganz wenigen Fahrzeugen besteht die Möglichkeit, die Scheibenwischer beispielsweise bei Ausfall des Scheibenwischermotors von innen von Hand zu betätigen. Das ist vor allem bei Militär- und Expeditionsfahrzeugen so, war früher aber z. B. beim Landrover Standard.

## Mögliche Störungen bei der Scheibenreinigung
Bei den Teilen der Scheibenwaschanlage handelt es sich um Verschleißteile, die regelmäßig gepflegt und mindestens einmal im Jahr überprüft werden müssen. Die Scheibenwischerblätter benötigen hierbei besonders viel Pflege, denn das Gummi wird ständig hohen Belastungen ausgesetzt, beispielsweise durch Staub, Schmutz, Eis oder Schnee. Somit werden sie schnell spröde oder rissig.
Trotz regelmäßiger Wartung können dennoch folgende Störungen bei der Verwendung der Scheibenwaschanlage auftreten:
| Störung                                           | Mögliche Ursachen                                            | Fehlerbehebung                                                                  |
| ------------------------------------------------- | ------------------------------------------------------------ | ------------------------------------------------------------------------------- |
| Schlierenbildung auf der Windschutzscheibe        | Verdreckte, beschädigte oder verschlissene Wischerblätter    | Reinigung oder Austausch der Wischerblätter                                     |
| Rubbelnde Scheibenwischer                         | Defekter oder schwacher Wischermotor                         | Reinigung der Wischerblätter                                                    |
| Rubbelnde Scheibenwischer                         | Zu trockene Windschutzscheibe                                | Windschutzscheibe befeuchten durch Wischwasser                                  |
| Quietschende Scheibenwischer                      | Verdreckte, beschädigte oder verschlissene Wischerblätter    | Reinigung der Wischerblätter                                                    |
| Quietschende Scheibenwischer                      | Verdreckte, beschädigte oder verschlissene Wischerblätter    | Wischerblätter austauschen                                                      |
| Quietschende Scheibenwischer                      | Fehlerhafte Einstellung der Wischerarme                      | Anstellwinkel der Wischerarme einstellen lassen                                 |
| Quietschende Scheibenwischer                      | Zu trockene Windschutzscheibe                                | Windschutzscheibe befeuchten durch Wischwasser                                  |
| Spritzwasserdüsen geben zu wenig Wasser ab        | Undichte Schlauchanlagen                                     | Überprüfung der Schläuche und Behälter                                          |
| Spritzwasserdüsen geben zu wenig Wasser ab        | Undichter Wischwasserbehälter                                | Überprüfung der Schläuche und Behälter                                          |
| Spritzwasserdüsen geben zu wenig Wasser ab        | Verstellte oder verdreckte Wischwasserdüsen                  | Einstellen und säubern der Wischwasserdüsen mit Hilfe einer Nadel               |
| Spritzwasserdüsen geben kein Wasser ab            | Verstopfte Düsen                                             | Reinigung der Wischwasserdüsen mit Hilfe einer Nadel                            |
| Spritzwasserdüsen geben kein Wasser ab            | Fehlerhafte Schlauchverbindung an Düse oder Waschwasserpumpe | Schlauchverbindung überprüfen und korrigieren                                   |
| Spritzwasserdüsen geben kein Wasser ab            | Defekte Schlauchleitung                                      | Schlauchleitung ersetzen                                                        |
| Spritzwasserdüsen geben kein Wasser ab            | Defekte Waschwasserpumpe                                     | Überprüfung und Reinigung des Steckers an der Waschwasserpumpe oder austauschen |
| Wischerblätter reinigen nicht die gesamte Scheibe | Verdreckte, beschädigte oder verschlissene Wischerblätter    | Reinigung oder Austausch der Wischerblätter                                     |
| Wischerblätter reinigen nicht die gesamte Scheibe | Fehlerhafte Einstellung der Wischerarme                      | Anstellwinkel der Wischerarme einstellen lassen                                 |

## Geschichte

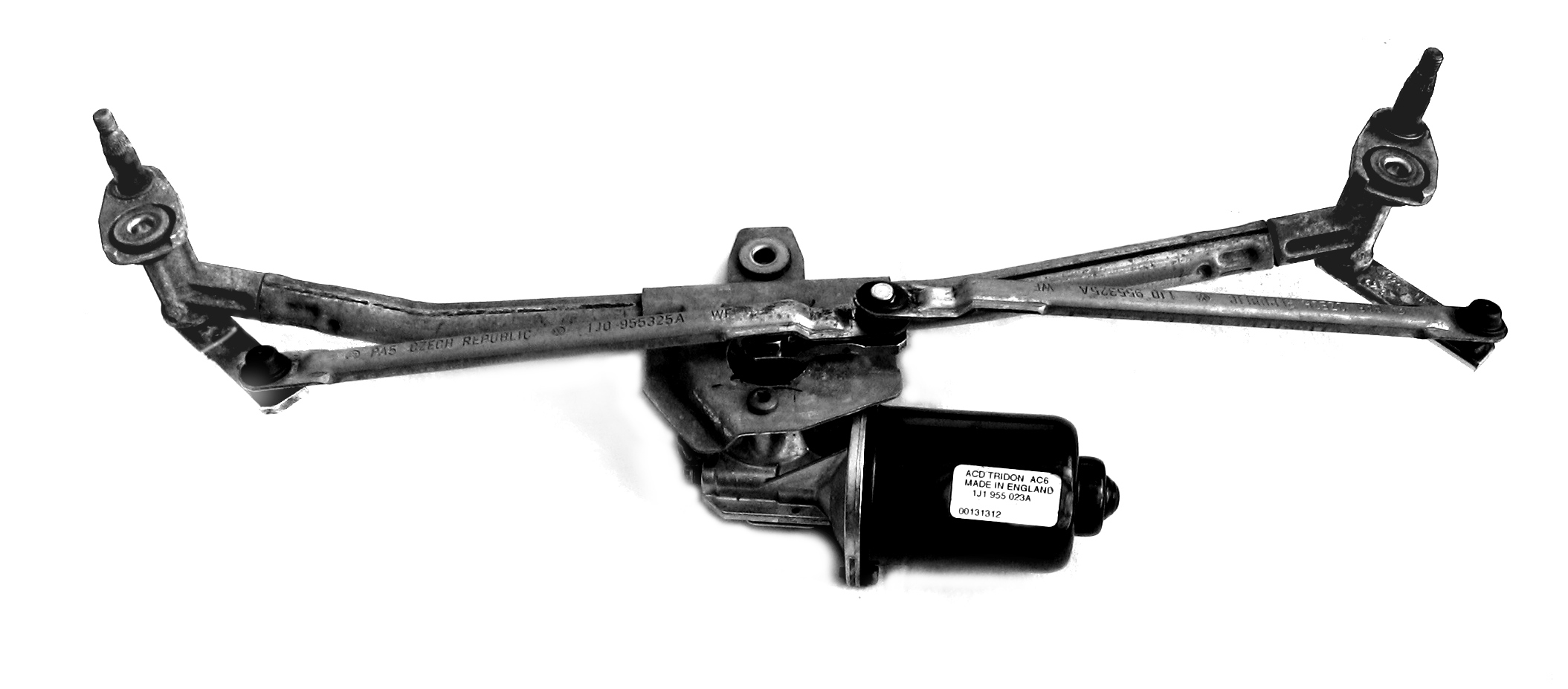
Wischergetriebe mit Achsen, Kugelgelenken und Motor über Schneckengetriebe

Der erste Entwurf eines Scheibenwischers wird dem polnischen Konzertpianisten Józef Hofmann zugeschrieben. Die Firma Mills Munitions aus Birmingham hat als erste ein englisches Patent dafür bekommen. In etwa zur gleichen Zeit im Jahre 1903 beantragten gleich drei Erfinder Patente für Scheibensäuberungsvorrichtungen für Automobile, nämlich Mary Anderson, Robert Douglass und John Apjohn.
Im November 1903 erhielt die Amerikanerin Mary Anderson das Patent auf den ersten funktionierenden Scheibenwischer der Welt. Andersons Vorrichtung wurde von Hand betätigt und bestand aus einem in Lenkradnähe angebrachten Hebel, mit dem der Fahrer bei Bedarf auf der Windschutzscheibe einen gefederten Schwingarm mit einem Gummiblatt in Bewegung setzen konnte, der anschließend wieder in die Ausgangsposition zurückkehrte.
1905 meldete Heinrich von Preußen, Bruder von Kaiser Wilhelm II., als erster Deutscher ein solches System zum Patent an. Am 24. März 1908 erhielt er das Patent dafür. Er fuhr seinerzeit einen Opel. Der Scheibenwischer war ebenfalls handbetrieben.
1926 stellte die Firma Bosch erstmals eine Apparatur vor, bei der ein Elektromotor einen Wischarm mit Gummilippe über die Autoscheibe pendeln ließ, um das Regenwasser wegzuschieben.

„Der Bosch-Wischer besteht aus dem Antriebsmotor mit Schalter und Getriebe und dem Wischhebel mit Wischerfassung und Wischgummi. Ein kleiner, von der Lichtanlage des Kraftwagens gespeister Elektromotor erteilt dem Wischhebel eine pendelnde Bewegung. Diese Pendelbewegung wird dadurch erzielt, daß die Ankerwelle des Motors mit starker Untersetzung durch ein Schnecken- und Zahnradgetriebe einen Kurbeltrieb bewegt. Die hin- und hergehende Bewegung der Kurbel wird durch eine Zahnstange auf die Wischerachse übertragen.“

Zuvor verfügten Autos – wenn überhaupt – über ein von Hand betätigtes „Abstreiflineal“, oder über Wischer mit mechanischem oder „Vakuum“-Antrieb mit dem großen Nachteil, dass bei Langsamfahrt oder gar beim Warten an einer Ampel der Wischer sich langsam bis gar nicht mehr bewegte und somit der Fahrer von Hand kurbeln musste.
In den folgenden Jahrzehnten setzte sich der Elektromotor als Wischerantrieb weitestgehend durch, auch wenn aus Kostengründen bis in die 1960er-Jahre bei einigen Modellen die Nocken- oder Tachowelle mit einer Schaltkupplung und einem Untersetzungsgetriebe genutzt wurde.
1964 erfand Robert Kearns, Professor für Ingenieurwissenschaften an der Wayne State University, den Intervallscheibenwischer. Kearns folgte mit seiner Erfindung dem menschlichen Augenlid, das sich selbsttätig in einem Intervall von wenigen Sekunden kurz schließt und wieder öffnet. Noch bevor er 1967 das erste von über 30 Patenten erhielt, schlug er das Modell dem Autohersteller Ford Motor Company vor. Dieser baute ab 1969 jedoch eigene Intervallscheibenwischanlagen, ohne Kearns am Gewinn zu beteiligen. Andere Autohersteller folgten innerhalb weniger Jahre.
Kearns strengte eine Klage wegen Patentverletzung gegen Ford und 26 andere Autohersteller an. 1990 lehnte er einen Vergleich mit Ford ab und klagte weiter. Im Juli 1990 schloss ein Bundesgericht den Fall ab und verpflichtete Ford zu einer Zahlung von 10,2 Millionen US-$ wegen unbeabsichtigter Patentverletzung. Im Dezember desselben Jahres folgte eine Verurteilung von Chrysler zu einer Zahlung von 20 Millionen US-$.
1999 führte die Robert Bosch GmbH erstmals den gelenklosen Flachbalken-Wischer (Aerotwin) auf dem Markt ein, der heute an beinahe allen Neufahrzeugen vorgesehen ist.

## Sonstiges
Der deutsche Künstler Herbert Zangs (1924–2003) verwendete unter anderem Scheibenwischer, um Farbe aufzutragen.